# Avenida Asamblea
La avenida Asamblea es una arteria vial del sur de la ciudad de Buenos Aires, Argentina.

## Extensión
Se extiende en dirección este-oeste, comenzando su numeración en el límite entre los barrios de Parque Chacabuco y Boedo, en la intersección con Avenida La Plata, que de allí hacia el centro de la ciudad, su continuación es la Av. Pavón; y finalizando la misma en la Avenida Varela frente al Hospital Piñero. 

## Longitud y Avenidas que corta
Su longitud es de 26 cuadras, con numeración del 0 al 2600. Corta las avenidas José María Moreno y Curapaligüe. En su intersección con la calle Beauchef finaliza la pequeña la Avenida Vernet y en su cruce con José María Moreno nace la Avenida Castañares.

## Descripción del recorrido
La Avenida Asamblea es, en las primeras cuadras de su recorrido, un importante centro comercial, siendo la principal avenida del barrio de Parque Chacabuco. A partir de su cruce con la calle Emilio Mitre, bordea el enorme Parque Chacabuco hasta su intersección con la Avenida Curapaligüe, donde se sitúa una muy concurrida Iglesia Católica: Nuestra Señora de la Medalla Milagrosa. A partir de allí y hasta el final de su recorrido, atraviesa una zona totalmente residencial. En la zona aledaña, se pueden encontrar las estaciones Emilio Mitre y Medalla Milagrosa, de la Línea E de subterráneos.
Es de doble sentido en la mayoría de su tramo, a excepción del tramo que va de Pumacahua a Av. Varela, en que es mano única de oeste a este

## Toponimia
Debe su nombre a la Asamblea del Año XIII que gobernó el país en la segunda década del siglo XIX.
- Datos: Q5483258
- Multimedia: Avenida Asamblea / Q5483258